# Alarm (1926)
Alarm (Originaltitel: The Fire Brigade) ist ein US-amerikanisches Stummfilmdrama aus dem Jahr 1926 von William Nigh mit May McAvoy in der Hauptrolle. Das Drehbuch basiert auf einer Originalstory von Kate Corbaley.

## Handlung
Der pensionierte Feuerwehrcaptain O’Neil leitet eine Schule für Anfänger, zu der auch sein Enkel Terry gehört. Der Brand, bei dem Jim O’Neil, Terrys Vater, ums Leben kommt, führt zu einer Untersuchung und der Entdeckung durch Feuerwehrchef Wallace, dass das Gebäude von dem Bauunternehmer James Corwin, der bei Ausschreibungen für städtische Aufträge bevorzugt wird, nur notdürftig errichtet wurde. Als er gegen die Arbeit des Bauunternehmers an einem neuen Waisenhaus protestiert, wird der Chef vom Bürgermeister der Stadt entlassen.
Terry findet heraus, dass der Vater seiner Freundin Helen Corwin, sich der Verschwörung mit dem Bürgermeister schuldig gemacht hat, und denunziert ihn. Ein riesiges Feuer fegt durch die Stadt, und Terry wird mit der veralteten Pferdekutsche zum Einsatz gerufen. Er rettet tapfer ein Kind von einem brennenden Dach, obwohl sein Bruder Joe in den Flammen stirbt.

## Hintergrund
Die Premiere des Films fand am 30. Dezember 1926 in New York statt.
Laut Copyright-Aufzeichnungen ist dieser Film 10 Rollen lang. Eine restaurierte 94-minütige 35-mm-Kopie des Films wurde am 9. Mai 2022 beim San Francisco Silent Film Festival 2022 gezeigt. Zur restaurierten Fassung gehörten auch Farbeffekte.
Cedric Gibbons und Paul Crawley oblag die künstlerische Leitung.

## Kritiken
Mordaunt Hall von der The New York Times befand, bei diesem Film wurde keine geringe Mühe darauf verwendet, ihn zu der mitreißendsten Produktion zu machen, die sich mit seinem speziellen Thema beschäftigt. Er habe mehrere Episoden in Farben, die wiederum wunderbar schön und bemerkenswert wirkungsvoll seien. Die leichte Romanze selbst sei keineswegs zu verachten, denn die Rollen der Hauptdarsteller werden auf äußerst ernsthafte Weise gespielt.
Robert E. Sherwood beschrieb den Film im Magazin Life als einen außergewöhnlich schönen Film: geradlinig, wahr, spannend und lobenswert einfach.
In einen Essay für das San Francisco Silent Film Festival 2022 schrieb Kevin Brownlow, der Film, bei dem der vernachlässigte William Nigh Regie führte, hätte auch in den 1940er Jahren gedreht werden können. Allein wegen seiner Professionalität verdiene er einen Platz im Kanon. Und er sei kein reißerisches Melodram, er habe eine intelligente, sozial bewusste Handlung, in der es um städtische Korruption gehe.

## Auszeichnungen
Mit drei Photoplay Awards für die besten Leistungen des Monats März wurde der Film 1927 bedacht: ein Award als bester Film und je einer für Charles Ray und Eugenie Besserer als bester Darsteller und beste Darstellerin.